# Safranbolu
Safranbolu je mesto in okraj v turški črnomorski provinci  Karabük.  Mesto je od Karabüka oddaljeno okoli 9 km, od turške prestolnice Ankara okoli 200 km in od Črnega morja okoli 100 km. Zgodovinsko ime mesta je Theodoroupolis (grško Θεοδωρούπολις), se pravi  Teodorjevo ali Teodorino mesto. Kasneje se je preimenovalo Saframpolis (grško Σαφράμπολις). Njegovi prvi turški imeni sta bili Zalifre in Taraklıborlu. Do leta 1923 je spadal v provinco Kastamonu, od leta 1923 do 1995 pa v provinco Zonguldak.
Leta 2000 je imel okraj Safranbolu 47.257 prebivalcev, mesto samo pa 31.697 prebivalcev. Okraj meri okoli 1000 km2.
Mesto leži na nadmorski višini 485 m. Po popisu prebivalstva leta 1881/1882-1893 je imela kaza  Safranbolu 52.523 prebivalcev, od tega 49.197 muslimanov in  3.326 Grkov.
V starem mestnem jedru so se  ohranile  številne zgodovinske stavbe s 1008 registriranimi zgodovinskimi predmeti. Mednje spadajo  zasebni muzej, 25 mošej, 5 grobnic, 8 zgodovinskih vodnjakov, 5 turških kopeli, 3 karavanserajev, zgodovinski urni stolp z uro, sončna ura in več sto hiš in dvorcev. Obstajajo tudi gomile starodavnih naselij, skalne grobnice in zgodovinski mostovi. Staro mesto leži v globoki grapi na dokaj suhem območju v deževni senci bližnjih gora. Novo mesto je na planoti približno dva kilometra zahodno od starega mesta. 
Ime mesta izhaja iz besede "žafran", kateri je dodana grška beseda "polis" (πόλις), ki pomeni "mesto", saj je bil Safranbolu trgovsko mesto in središče gojenja žafrana. Žafran še vedno gojijo v vasi Davutobası 22 km vzhodno od Safranboluja.
Mesto Safranbolu je zaradi lepo ohranjenih hiš iz osmanskega obdobja od leta 1994 na Unescovem seznamu svetovne kulturne dediščine.

## Galerija
- Eski Safranbolu Evi

## Pobrateni mesti
- Elabuga, Ruska federacija[8]
- Ohrid, Severna Makedonija

## Slavni domačini
- Karabaşzade Hüsein Efendi (Cinci Hoca) – mentor osmanskega sultana Ibrahima (17. stoletje)
- Safranbolulu Izet Mehmed Paša]], veliki vezir Osmanskega cesarstva, na položaju od leta 1794 do 1798
- Türker İnanoğlu (rojen 1936), filmski producent
- Ali Gümüş (1940–2015), novinar in avtor, predsednik Komisije za rokoborbo pri Mednarodnem združenju športnega tiska

## Vir
- Falling Rain Genomics, Inc. »Geographical information on Safranbolu, Turkey«. Arhivirano iz prvotnega spletišča dne 26. oktobra 2012. Pridobljeno 22. novembra 2008.